# Tighmi
Tighmi  (in arabo تيغمي‎?) è un centro abitato e comune rurale del Marocco situato nella provincia di Tiznit, regione di Souss-Massa. Conta una popolazione di 6 396 abitanti (censimento 2014).